# Saint Maries River
Der Saint Maries River (auch St. Maries River) ist ein etwa 65 km langer linker Nebenfluss des Saint Joe River im Idaho Panhandle im Nordwesten des US-Bundesstaates Idaho.
Der Saint Maries River entsteht bei der Ortschaft Clarkia am Zusammenfluss seiner beiden Quellflüsse West Fork und Middle Fork Saint Maries River. Der Fluss strömt im Oberlauf in nordwestlicher Richtung an den Orten Emerald Creek, Fernwood, Santa und Mashburn vorbei. Der Idaho State Highway 3 folgt auf dieser Strecke dem Flusslauf. Unterhalb von Mashburn durchschneidet der Fluss auf einem etwa 20 km langen Abschnitt das Bergland und weist zahlreiche Stromschnellen auf. Auf den letzten Kilometern folgt wieder der Idaho State Highway 3 dem Fluss, bevor dieser in der Stadt St. Maries in den Saint Joe River mündet. Der Saint Maries River entwässert einen niedrig gelegenen Bereich der Nördlichen Clearwater Mountains. Entsprechend setzt das Frühjahrshochwasser mit einem monatlichen Abflussmaximum im April relativ früh im Jahr ein.
Die unteren 36 Flusskilometer zwischen Mashburn und St. Maries bieten Wildwasser vom Schwierigkeitsgrad II–III bzw. III+ und laden zum Rafting oder Kajak-Fahren ein.